# Neal Dunn
Neal Dunn (New Haven, 16 febbraio 1953) è un politico statunitense, membro della Camera dei Rappresentanti per lo stato della Florida.

## Biografia
Nato a New Haven in Connecticut, Dunn ha servito nello United States Army, l'esercito degli Stati Uniti per undici anni, raggiungendo il ruolo di maggiore. Si è poi stabilito a Panama City in Florida dove ha esercitato la sua professione di chirurgo.
Nell'agosto 2015, Dunn annuncia la sua candidatura per il seggio della Camera dei Rappresentanti del secondo distretto della Florida. La deputata uscente, la democratica Gwen Graham aveva deciso di ritirarsi e non ricandidarsi dopo che una ridefinizione dei confini del collegio, ordinato dalla Corte, aveva reso il distretto a forte maggioranza repubblicana. Dunn vince quindi le primarie repubblicane e poi sconfigge il democratico Walter Dartland alle elezioni generali dell'8 novembre 2016 venendo eletto deputato.